# Boeschepeberg
De Boeschepeberg (Mont de Boeschèpe) is een heuvel in Frans-Vlaanderen bij Boeschepe. De helling ligt tegen de Katsberg.
De Boeschepeberg is een onderdeel van de zogenaamde centrale heuvelkam in het Heuvelland, deze bestaat daarnaast uit de Watenberg, Kasselberg, Wouwenberg, Katsberg, Kokereelberg, Zwarteberg, Vidaigneberg, Baneberg, Rodeberg, Sulferberg, Goeberg, Scherpenberg, Monteberg, Kemmelberg en Letteberg. Ten zuiden van deze heuvelkam bevindt zich het stroomgebied van de Leie, ten noorden van deze heuvelkam het stroomgebied van de IJzer.

## Wielrennen
De Boeschepeberg is tevens een helling welke meermaals is beklommen in Gent-Wevelgem. Zowel in 1993, 1994 als 1995 werd ze tweemaal beklommen.